# Euphaedra harpalyce
Euphaedra harpalyce är en fjärilsart som beskrevs av Pieter Cramer 1779. Euphaedra harpalyce ingår i släktet Euphaedra och familjen praktfjärilar. Inga underarter finns listade i Catalogue of Life.

## Bildgalleri

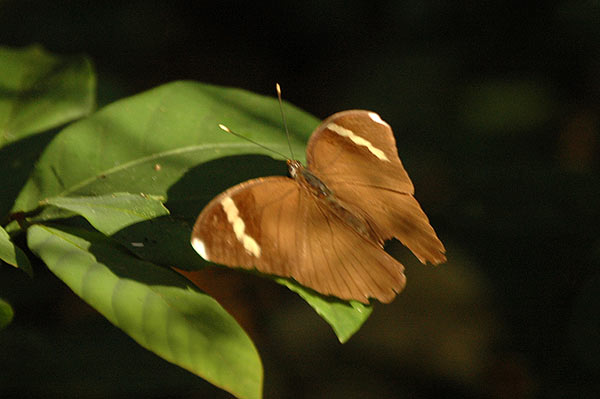
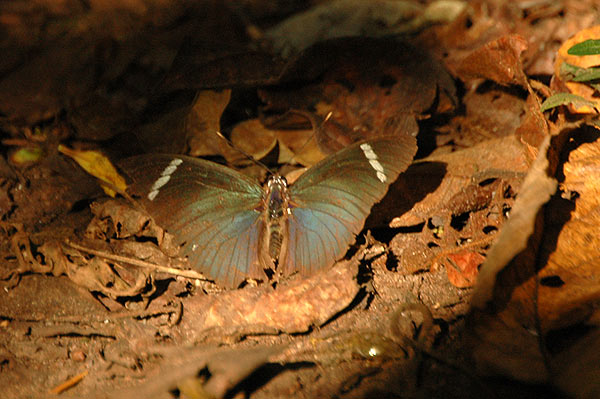